# Valencia letourneuxi
Valencia letourneuxi är en fiskart som först beskrevs av Sauvage, 1880.  Valencia letourneuxi ingår i släktet Valencia och familjen Valenciidae. IUCN kategoriserar arten globalt som akut hotad. Inga underarter finns listade i Catalogue of Life.